# Шелковий Сергій Костянтинович
Шелковий Сергій Костянтинович (21 липня 1947, Львів) — український і радянський російськомовний та україномовний поет, прозаїк, есеіст, лауреат творчих премій, член Спілки письменників СРСР і НСПУ.

## Життєпис
Народився у Львові 21 липня 1947 року.
Батько, Шелковий Костянтин Іванович (1926-1996) — інженер-машинобудівник, керівник промислових підприємств Харкова. Мати, Шелкова (Денисова) Валентина Веніаминівна (1925-2006) - інженер-електротехнік.
Дитячі, шкільні та студентські роки провів у Харкові.  Випускник 1971-го року  інженерно-фізичного факультету Харківського Політеху (нині - Національний Технічний Університет "ХПІ"). Кандидат технічних наук (1980), доцент. Автор наукових робіт з прикладної математики та механіки. Залишився викладати в Alma mater. З 1973 по 2019 рік читав для різних факультетів НТУ ХПІ  курси лекцій "Теорія коливань", " Математичні основи теорії надійності", "Інформатика", "Алгоритмічні мови та програмування",  "Системне програмування", "Комп'ютерні мережі", "Основи конструювання", "Основи статичної та динамічної міцності", тощо.. До 60-річного ювілею, до 65-річчя та до 70-річчя Сергія Костянтиновича (2017) в науковій бібліотеці ХПІ були створені бібліографічні вказівники його творів. В цих виданнях вміщено також кілька десятків статей письменників та науковців різних країн щодо літературної творчості С.Шелкового.
Живе та працює в Харкові.

## Літературна творчість і визнання
Ще в 1989 році Борис Чичибабін писав у своїй рекомендації у Спілку письменників СРСР:«Сергій Шелковий належить до тих справжніх поетів, кількість яких я як читач виміряю одиницями. І тому я переживаю почуття  вдячної радості та духовного піднесення і захвату, перечитуючи його блискучі вірші».
Минуло три десятиріччя, протягом яких вийшло у світ більше як тридцять книг поезії, прози, есеїстики, поетичних перекладів Сергія Шелкового.
І через тридцать років, у 2019-му, в своїй великій статті академік Іван Дзюба пише про сьогоднішню творчість поета: «Оцю «распахнутость мирозданию» бачимо у всіх поетичних сюжетах Сергія Шелкового. Інколи вона задана самою природою і діється поза нашою волею.Інколи ж вона олюднена – вірою і духовним пориванням у Небо. І народжуються такі чудові поезії, що їх можна було б назвати класичними зразками релігійної лірики, якби автор не був таким далеким від формальної релігійності. Водночас у його поезії не раз озивається глибоке християнське почуття любові до всього живого, співчуття стражденному й великодушність, які невіддільні від повноти його людської сутності».
С.Шелковий почав друкуватися у 1973 році. Автор більше 60 книг поезії та прози, есеїстики, поетичних перекладів. Його твори перекладено українською, англійською, болгарською, вірменською, грузинською, грецькою, іспанською, італійською, латиською, литовською, македонською, нідерландською, німецькою, польською, португальською, румунською, сербською, словацькою, татарською, угорською, французькою,  хорватською, чеською мовами. Видання з творами Шелкового виходили в Україні, Білорусі, Бельгії, Болгарії, Греції, Німеччині, Великій Британії, Данії, Ізраїлі, Канаді, Киргизії, Латвії, Молдові, Польщі, РФ, Сербії, Словаччині, Чехії, на Кіпрі. Його книжки надруковані окремими виданнями одинадцятьма мовами.
Створено більше 90 пісен на вірші Сергія Шелкового. Вийшли в світ авторські аудіодиски «Янгол огня. 22 песни из десяти книг» (2005) та «В родной Гиперборее» (2007).
Член журі Міжнародного фестивалю російської поезії «Эмигрантская лира», що проходить у Бельгії та Франції, Міжнародного конкурсу поезії та прози "Рідкісний птах" (м. Дніпро). Організатор та голова журі конкурсу Міжнародної «Слов'янської поетичної премії».

## Облікові записи на літературних сайтах
- Youtube.com
- Ulita Productions
- Поэзия.ру
- Стихи.ру
- Проза.ру
- Рифма.ру
- Журнальный зал
- Истина и жизнь
- 45-я параллель
- Привет.ру
- Журнальный портал Мегалит